# 65770 Leonardotestoni
65770 Leonardotestoni è un asteroide della fascia principale. Scoperto nel 1995, presenta un'orbita caratterizzata da un semiasse maggiore pari a 2,7001920 au e da un'eccentricità di 0,0593330, inclinata di 11,81229° rispetto all'eclittica.